# South Gate Ridge
South Gate Bay és una concentració de població designada pel cens dels Estats Units a l'estat de Florida. Segons el cens del 2000 tenia 5.655 habitants.

## Demografia
Segons el cens del 2000, South Gate Bay tenia 5.655 habitants, 2.473 habitatges, i 1.607 famílies. La densitat de població era de 1.206,3 habitants/km².
Dels 2.473 habitatges en un 26,4% hi vivien nens de menys de 18 anys, en un 50,5% hi vivien parelles casades, en un 10,1% dones solteres, i en un 35% no eren unitats familiars. En el 26,6% dels habitatges hi vivien persones soles l'11% de les quals corresponia a persones de 65 anys o més que vivien soles. El nombre mitjà de persones vivint en cada habitatge era de 2,29 i el nombre mitjà de persones que vivien en cada família era de 2,74.
Per edats la població es repartia de la següent manera: un 20% tenia menys de 18 anys, un 6,3% entre 18 i 24, un 27,9% entre 25 i 44, un 28% de 45 a 60 i un 17,8% 65 anys o més.
L'edat mediana era de 42 anys. Per cada 100 dones de 18 o més anys hi havia 89,6 homes.
La renda mediana per habitatge era de 46.164 $ i la renda mediana per família de 50.951 $. Els homes tenien una renda mediana de 31.250 $ mentre que les dones 30.000 $. La renda per capita de la població era de 25.047 $. Entorn del 2,2% de les famílies i el 4,5% de la població estaven per davall del llindar de pobresa.

## Poblacions més properes
El següent diagrama mostra les poblacions més properes.